# Richardson (Texas)
Richardson é uma cidade localizada no estado norte-americano do Texas, no Condado de Collin e Condado de Dallas.

## Demografia
Segundo o censo norte-americano de 2000, a sua população era de 91.802 habitantes.
Em 2006, foi estimada uma população de 99.822, um aumento de 8020 (8.7%).

## Geografia
De acordo com o United States Census Bureau tem uma área de 74,0 km², dos quais 74,0 km² cobertos por terra e 0,0 km² cobertos por água.

## Localidades na vizinhança
O diagrama seguinte representa as localidades num raio de 16 km ao redor de Richardson.